# Copa CEMAC de 2014
La Copa CEMAC 2014 es la novena edición del torneo de fútbol a nivel de selecciones nacionales de África Central organizado por la UNIFFAC y que contó con la participación de seis países de la región.
Chad venció a Congo en la final jugada en Guinea Ecuatorial para ser campeón regional por primera vez.

## Fase de grupos

### Grupo A
| Pos. | Equipo                   | Pts. | PJ | G | E | P | GF | GC | Dif. | Clasificación |
| ---- | ------------------------ | ---- | -- | - | - | - | -- | -- | ---- | ------------- |
| 1    | Guinea Ecuatorial        | 4    | 2  | 1 | 1 | 0 | 4  | 0  | +4   | Fase Final    |
| 2    | Camerún                  | 4    | 2  | 1 | 1 | 0 | 1  | 0  | +1   | Fase Final    |
| 3    | República Centroafricana | 0    | 2  | 0 | 0 | 2 | 0  | 5  | −5   |               |

 Fuente: guineaecuatorialpress.com
| 1 de diciembre de 2014 | República Centroafricana | 0-4     | Guinea Ecuatorial                                           | Estadio de Bata, Bata             |                                   |
|                        |                          | Reporte | Ellong 5' · Juvenal 35' (pen.) · Bama 43' · Rubén Darío 65' | Árbitro(s): Alhadi Allaou Mahamat | Árbitro(s): Alhadi Allaou Mahamat |

| 3 de diciembre de 2014 | Camerún  | 1–0     | República Centroafricana | Estadio de Bata, Bata                  |                                        |
|                        | Mbah 22' | Reporte |                          | Árbitro(s): Béranger Woungui Antsagara | Árbitro(s): Béranger Woungui Antsagara |

| 6 de diciembre de 2014 | Guinea Ecuatorial | 0–0     | Camerún | Estadio de Bata, Bata               |                                     |
|                        |                   | Reporte |         | Árbitro(s): Messie Nkounkou Mvoutou | Árbitro(s): Messie Nkounkou Mvoutou |

### Grupo B
| Pos. | Equipo | Pts. | PJ | G | E | P | GF | GC | Dif. | Clasificación |
| ---- | ------ | ---- | -- | - | - | - | -- | -- | ---- | ------------- |
| 1    | Congo  | 4    | 2  | 1 | 1 | 0 | 3  | 2  | +1   | Fase Final    |
| 2    | Chad   | 4    | 2  | 1 | 1 | 0 | 2  | 1  | +1   | Fase Final    |
| 3    | Gabón  | 0    | 2  | 0 | 0 | 2 | 1  | 3  | −2   |               |

 Fuente: guineaecuatorialpress.com
| 1 de diciembre de 2014 | Gabón          | 1–2     | Congo                    | Nuevo Estadio de Malabo, Malabo     |                                     |
|                        | Ambourouet 13' | Reporte | Bidimbou 31' · Itoua 35' | Árbitro(s): Joaquin Ela Esono Eyang | Árbitro(s): Joaquin Ela Esono Eyang |

| 4 de diciembre de 2014 | Congo                    | 1–1     | Chad      | Nuevo Estadio de Malabo, Malabo  |                                  |
|                        | Mouanga Biassadila 45+1' | Reporte | Ninga 33' | Árbitro(s): Jean-Marc Ganamandji | Árbitro(s): Jean-Marc Ganamandji |

| 7 de diciembre de 2014 | Chad             | 1-0     | Gabón | Nuevo Estadio de Malabo, Malabo |                          |
|                        | Ninga 73' (pen.) | Reporte |       | Árbitro(s): Antoine Effa        | Árbitro(s): Antoine Effa |

## Fase Final

### Semifinales
| 9 de diciembre de 2014 | Guinea Ecuatorial | 0–2     | Chad                  | Estadio de Bata, Bata                  |                                        |
|                        |                   | Reporte | Leger 48' · Ninga 86' | Árbitro(s): Béranger Woungui Antsagara | Árbitro(s): Béranger Woungui Antsagara |

| 9 de diciembre de 2014 | Congo               | 2–0 | Camerún | Nuevo Estadio de Malabo, Malabo     |                                     |
|                        | Bidimbou · Binguila |     |         | Árbitro(s): Joaquin Ela Esono Eyang | Árbitro(s): Joaquin Ela Esono Eyang |

### Tercer Lugar
| 12 de diciembre de 2014 | Guinea Ecuatorial | 0–0 (6–7 p.) | Camerún | Nuevo Estadio de Malabo, Malabo     |                                     |
|                         |                   | Reporte      |         | Árbitro(s): Messie Nkounkou Mvoutou | Árbitro(s): Messie Nkounkou Mvoutou |

### Final
| 14 de diciembre de 2014 | Chad                             | 3–2     | Congo                              | Estadio de Bata, Bata    |                          |
|                         | Leger 10' 25' · Ninga 59' (pen.) | Reporte | Binguila 34' (pen.) · Issambet 61' | Árbitro(s): Antoine Effa | Árbitro(s): Antoine Effa |

## Campeón
| Copa CEMAC 2014 |
| --------------- |
| Bandera de Chad |
| Chad 1º Título  |

### Goleadores
4 goles
- Rodrigue Ninga

3 goles
- Léger Djimrangar

2 goles
- Kader Bidimbou
- Hardy Binguila

1 gol
- Manga Bah
- Saïra Issambet
- Grâce Mamic Itoua
- Arci Mouanga Biassadila
- Bama
- Juvenal Edjogo-Owono
- Rubén Darío
- Viera Ellong
- Georges Ambourouet